# 乌勒
乌勒（法語：Houlle，法語發音：[ul]）是法国上法蘭西大區加来海峡省的一个市镇，属于圣奥梅尔区。

## 地理
乌勒（50°47'46"N, 2°10'22"E）面积6.52 平方千米，位于法国上法蘭西大區加来海峡省，该省份为法国北部沿海省份，西北濒北海，南至索姆省，东临北部省。
与乌勒接壤的市镇（或旧市镇、城区）包括：瓦特、芒克-诺尔贝库尔、莫兰盖姆、穆勒、塞尔克、埃佩莱克。

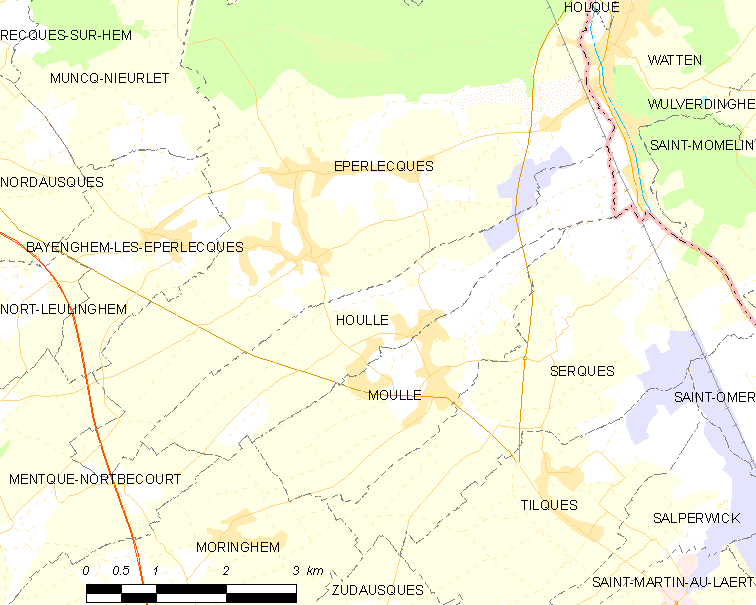
乌勒的OSM定位图

乌勒的时区为UTC+01:00、UTC+02:00（夏令时）。

## 行政
乌勒的邮政编码为62910，INSEE市镇编码为62458。

## 政治
乌勒所属的省级选区为圣奥梅尔县。

## 人口

1962-2008年间乌勒人口变化图示

乌勒于2022年1月1日时的人口数量为1131人。